# Chambre de commerce et d'industrie de Bastia et de la Haute-Corse
La chambre de commerce et d'industrie de Bastia et de la Haute-Corse est la CCI du département de la Haute-Corse. Son siège est à Bastia sur le Nouveau Port.

## Historique
- 2 avril 1803 : chambre consultative de Manufacture, créée par décret impérial.
- 1843 : chambre de Commerce à Bastia.
- 1947 : L’aéroport de Bastia-Poretta est construit dont la chambre de commerce est gestionnaire.
- 1956 :  L’aérodrome de Calvi Sainte-Catherine est mis en valeur et la chambre de commerce en est la gestionnaire.
- 1977 : Outre de sa participation à la gestion du CFA (Centre de Formation d'Apprentis), la chambre de commerce se dote d’un service de formation et de promotion des entreprises.
- Dans les années 1970 : Elle contribue à la création, à Corte, de l’Université de Corse qui ouvre ses portes le 26 octobre 1981.
- Avril 1993 : Création de l’actuel IMF (Institut Méditerranéen de Formation).

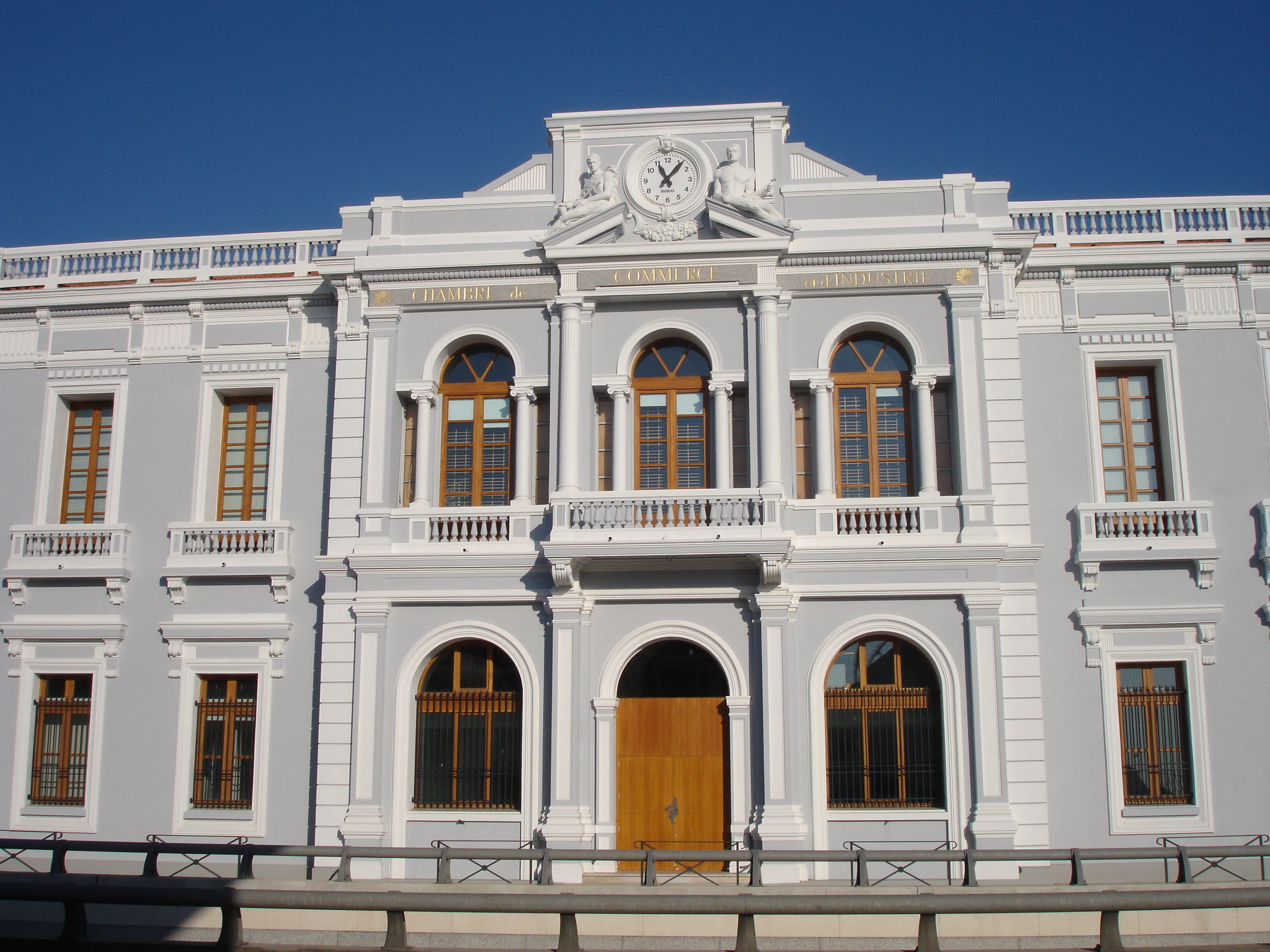
Chambre de commerce et d'industrie de Bastia

## Missions
À ce titre, elle est un organisme chargé de représenter les intérêts des entreprises commerciales, industrielles et de service de Haute-Corse et de leur apporter certains services. C'est un établissement public qui gère en outre des équipements au profit de ces entreprises.
Comme toutes les CCI, elle est placée sous la tutelle du préfet du département représentant le ministère chargé de l'industrie et le ministère chargé des PME, du Commerce et de l'Artisanat.
Elle fait partie de la chambre de commerce et d'industrie régionale de Corse.

### Administration
Depuis le 10 juillet 2008, son président est Paul Trojani.

### Service aux entreprises
- Centre de formalités des entreprises
- Assistance technique au commerce
- Assistance technique à l'industrie
- Assistance technique aux entreprises de service
- Point A (apprentissage)

### Gestion d'équipements
- Port de commerce de Bastia ;
- Port de L'Île-Rousse ;
- Aéroport de Bastia Poretta ;
- Aéroport de Calvi-Sainte-Catherine ;

### Centres de formation
- École de Gestion et de Commerce Bastia Méditerranée (EGC) ;
- Institut Méditerranéen de Formation (IMF);
- Centre de formation continue de la CCI.

Ces 3 écoles se trouvent sur le campus consulaire à Borgo.

## Pour approfondir